# Thay thế dịch lỏng
Thay thế dịch lỏng, thay thế chất lỏng hoặc hồi sức dùng chất lỏng là thực hành y tế để bổ sung chất lỏng cơ thể bị mất qua mồ hôi, chảy máu, dịch chuyển hoặc các quá trình bệnh lý khác. Chất lỏng có thể được thay thế bằng liệu pháp bù nước qua đường miệng (uống), liệu pháp truyền tĩnh mạch, trực tràng như nhỏ giọt Murphy, hoặc bằng phương pháp hypodermoclysis, tiêm trực tiếp chất lỏng vào mô dưới da. Các chất lỏng được đưa vào cơ thể bằng đường uống và dưới da được hấp thu chậm hơn so với truyền tĩnh mạch.

## Qua miệng
Liệu pháp bù nước qua đường miệng (ORT) là một phương pháp điều trị đơn giản cho tình trạng mất nước liên quan đến tiêu chảy, đặc biệt là viêm dạ dày / bệnh dạ dày, chẳng hạn như do bệnh tả hoặc rotavirus gây ra. ORT bao gồm một dung dịch muối và đường được uống qua đường miệng. Đối với hầu hết mất nước nhẹ đến trung bình ở trẻ em, phương pháp điều trị thích hợp hơn ở khoa cấp cứu là ORT thay vì truyền dịch thay thế.
Liệu pháp này được sử dụng trên toàn thế giới, nhưng quan trọng nhất ở các nước đang phát triển, nơi nó cứu hàng triệu trẻ em mỗi năm khỏi cái chết do tiêu chảy vì đây là nguyên nhân hàng đầu thứ hai gây tử vong ở trẻ em dưới năm tuổi.

## Truyền tĩnh mạch
| Yêu cầu hàng ngày | Yêu cầu hàng ngày    |
| ----------------- | -------------------- |
| Nước              | 30 ml / kg / 24 h    |
| Na +              | ~ 1 mmol / kg / 24 h |
| K +               | ~ 1 mmol / kg / 24 h |
| Glucose           | 5 (3 đến 8) g / giờ  |

Trong tình trạng mất nước nghiêm trọng, thay thế dịch truyền tĩnh mạch được ưu tiên, và có thể được cứu sống. Nó đặc biệt hữu ích khi có sự cạn kiệt chất lỏng cả trong không gian nội bào và không gian mạch máu.
Thay thế chất lỏng cũng được chỉ định trong sự suy giảm chất lỏng do xuất huyết, bỏng rộng và đổ mồ hôi quá nhiều (như sốt kéo dài) và tiêu chảy kéo dài (dịch tả).
Trong quá trình phẫu thuật, nhu cầu chất lỏng tăng lên do tăng lượng bốc hơi, dịch chuyển chất lỏng và/hoặc sản xuất nước tiểu quá mức v.v... Ngay cả một cuộc phẫu thuật nhỏ cũng có thể gây ra mất lượng chất lỏng khoảng. 4 ml/kg/giờ, và một cuộc phẫu thuật lớn mất khoảng 8 ml/kg/giờ, ngoài yêu cầu về chất lỏng cơ bản.
Bảng bên phải cho thấy các yêu cầu hàng ngày cho một số thành phần chất lỏng chính. Nếu những thứ này không thể đưa vào qua đường ruột, chúng có thể cần được tiêm tĩnh mạch hoàn toàn. Nếu tiếp tục dài hạn (hơn khoảng 2 ngày), có thể cần một chế độ đầy đủ hơn bổ sung tổng lượng dinh dưỡng ngoài đường tiêu hóa.